# 詹姆斯·艾利森
詹姆斯·帕特里克·艾利森（英語：James Patrick Allison，1948年8月7日—），美国免疫学家，德州大學安德森癌症中心免疫學部主任暨免疫治療平台行政主任，2018年與本庶佑一同獲得諾貝爾生理及醫學獎。他的發現帶來全新的癌症療法，令一些患了最致命癌症的病人得以痊癒。艾利森被認為對了解T細胞受體的結構作出重要貢獻。他也是首位發現CD28協同刺激T細胞，完全激活初始T細胞，並防止T細胞株落失能的科學家。

## 早年生活與教育
艾利森在1948年8月7日生于德克萨斯州的艾里斯，他是康斯坦斯（Constance）和耳鼻喉科醫生阿爾伯特·艾利森三个儿子中最小的一个。8年級時，他受到数学老师和學校輔導員的启发，決定从事科学事业。15歲時，他進入一個由美國國家衛生基金會資助，於德克薩斯州大學奧斯汀分校舉行的暑期科學訓練計劃，並於翌年從艾里斯高中畢業。
1969年，他在德州大学奥斯汀分校获微生物学学士学位，后又于1973年在同校获生物科学博士学位。

## 職業生涯
得到博士學位後，艾利森於加州的斯克里普斯診所暨研究基金會（今斯克里普斯研究所）任博士後研究員。1977年，他轉至德州大學安德森癌症中心生物化學系擔任助理生物化學家及助理教授。加利福尼亞大學柏克萊分校在1984年聘請他當免疫學教授和癌症研究實驗室主任。2004年，他開始在威尔康奈尔医学院任教授，並同時擔當紀念斯隆-凱特琳癌症中心路德維希癌症免疫療法中心主任及大衛·H·科赫免疫學講座教授，直至2012年。另外，從1997至2012年，他是霍華德·休斯醫學研究所的研究員之一。2012年，艾利森加入德州大學安德森癌症中心，擔任薇薇安·L·史密斯免疫學卓越講座教授、免疫學部主任、免疫治療平台行政主任以及帕克癌症免疫療法研究所主任。

## 研究

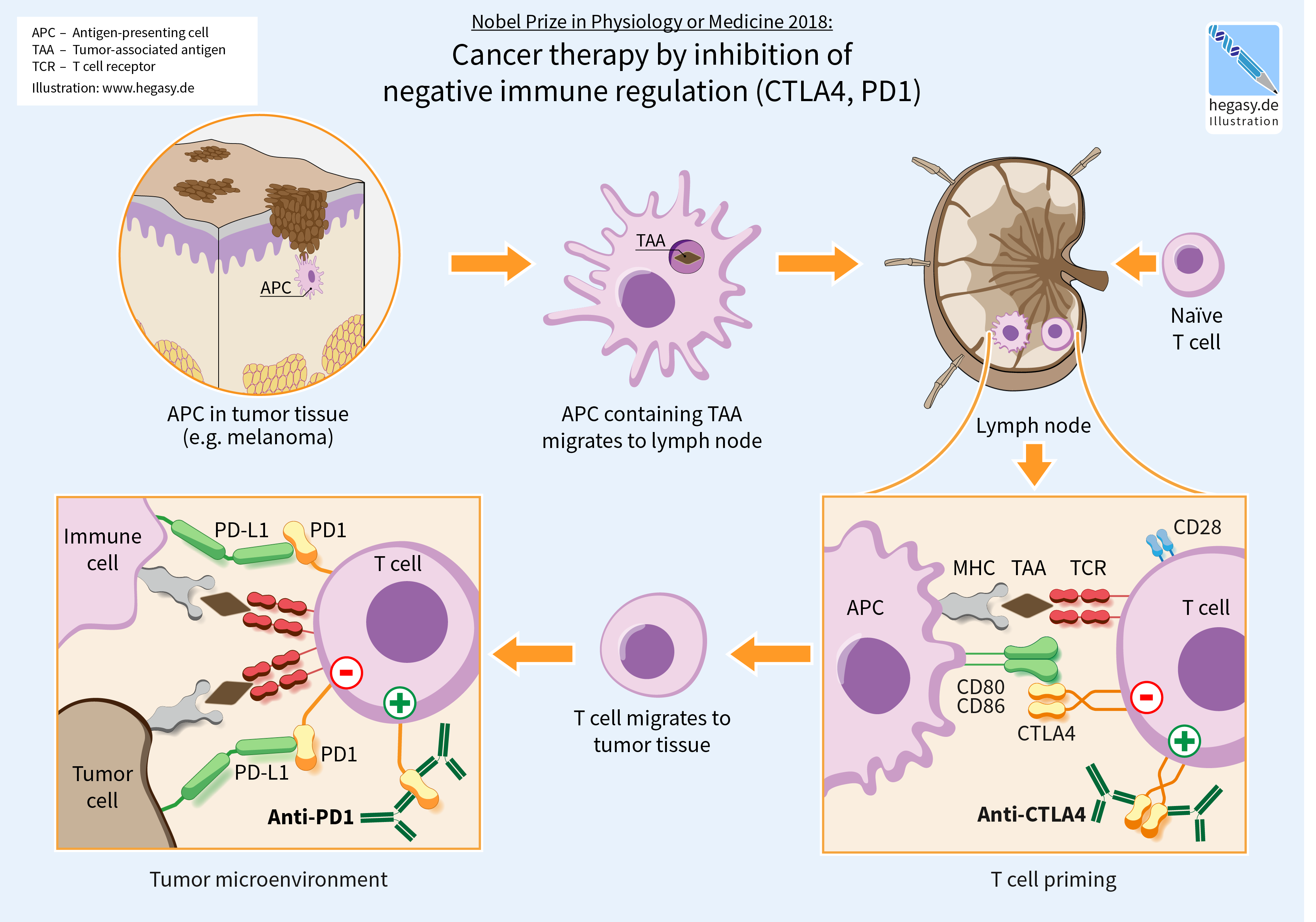
癌症免疫療法阻截抑制免疫系統的調控機制，使免疫系統自行對抗腫瘤

1980年代，艾利森是其中一位首先發現和描述T細胞受體的科學家。1992年，他發現CD28激活初始T細胞的功能。
1990年代中期，艾利森和傑佛瑞·布萊斯頓各自發現細胞毒性T淋巴細胞相關抗原4（CTLA-4）抑制T細胞免疫反應。1996年，艾利森顯示以抗體阻礙CTLA-4，可以增加對腫瘤的免疫反應和抗拒。這個被稱為「免疫檢查點阻截療法」的方法透過阻截抑制T細胞的化學反應，釋放人體免疫系統抵抗腫瘤的能力，達致臨床效益。艾利森的研究最終帶來伊匹單抗，一種獲美國食品藥品監督管理局許可用以治療已轉移的黑色素瘤的單株抗體藥物。2013年，《科學》選出「癌症免疫療法」為年度科學突破。

## 荣誉及獎項
- 美國免疫學家協會（英语：American Association of Immunologists）會員 (1994年)
- 美國國家科學院院士 (1997年)
- 美國癌症研究協會會員 (2000年)
- 癌症研究中心（英语：Cancer Research Institute）威廉·B·高里獎（英语：William B. Coley Award） (2005年)
- 美國科學促進會院士 (2006年)
- 美國國家醫學院（前醫學研究所）成員 (2007年)
- 美國免疫學家協會丹拿基金會（英语：Dana Foundation）人類免疫學研究獎（今史坦曼人類免疫學研究獎） (2008年)
- 紀念斯隆-凱特琳癌症中心C·切斯特·史托克生物醫學研究卓越成就獎 (2008年)
- 美國臨床腫瘤醫學會會員 (2009年)
- 國際癌症生物療法學會（今國際癌症免疫療法學會（英语：Society for Immunotherapy of Cancer））理查德·V·斯莫利紀念講座席 (2010年)
- 紐約吉爾達會（英语：Gilda's Club）癌症研究促進獎 (2011年)
- 布蘭戴斯大學雅各·赫斯高·加比生物科技與醫學獎（今雅各及路易絲·加比生物科技與醫學獎（英语：Gabbay Award）） (2011年)
- 美國皮膚協會轉化癌症研究突破成就獎 (2011年)
- 美國免疫學家協會終身成就獎 (2011年)
- 德州大學安德森癌症中心希斯紀念獎 (2012年)
- 《經濟學人》生物科學創新獎 (2013年)
- 國際癌症免疫療法學會會員 (2013年)
- 美國癌症研究協會-癌症研究中心洛依德·J·奧德（英语：Lloyd J. Old）癌症免疫療法獎 (2013年)
- 美國癌症研究協會學院院士 (2014年)
- 美國癌症研究協會G. H. A. 克勞維斯紀念獎 (2014年)
- 德州大學安德森癌症中心達拉斯-沃斯堡（英语：Dallas–Fort Worth metroplex）「與傳奇對話」教員成就獎 (2014年)
- 哥倫比亞大學路易莎·格羅斯·霍維茨獎 (2014年)
- 美國-意大利癌症基金會醫學卓越成就獎 (2014年)
- 邁菈及索羅·G·馬斯利基金會馬斯利獎（英语：Massry Prize） (2014年)
- 唐獎生技醫藥獎 (2014年)
- 蓋爾德納基金會（英语：Gairdner Foundation）加拿大蓋爾德納國際獎 (2014年)
- 德州大學安德森癌症中心院長表彰 (2014年)
- 國家癌症研究基金會（英语：National Foundation for Cancer Research）聖捷爾吉癌症研究進步獎 (2014年)
- 生命科學突破獎 (2014年)[9]
- 德州大學奧斯汀分校舊生會（英语：Texas Exes）卓越校友獎 (2015年)[18]
- 紐約科學院院士 (2015年)
- 保羅·埃爾利希基金會保羅·埃爾利希及路德维希·达姆施泰特獎 (2015年)
- 黑色素瘤研究學會終身成就獎 (2015年)
- 拉斯克-狄貝基臨床醫學研究獎 (2015年)
- 美國癌症協會基礎研究榮譽獎章 (2015年)[9]
- 帕茨高拿基金會-美國癌症研究協會癌症研究卓越成就國際獎 (2015年)[19]
- 帕沙努基金會（英语：Passano Foundation）帕沙努獎 (2015年)
- 以色列理工學院哈維獎 (2015年)
- 美國臨床腫瘤醫學會腫瘤科學獎 (2015年)
- 復旦大學暨中植企業集團復旦-中植科學獎 (2016年)
- 美國癌症研究所聯會（英语：Passano Foundation）卓越科學家獎 (2016年)[9]
- 希望癌症研究基金會傑出貢獻獎 (2017年)[20]
- 巴尔赞奖 (2017年)
- 舍貝里獎（英语：Sjöberg Prize） (2017年)
- 沃爾夫醫學獎 (2017年)
- 諾貝爾生理學或醫學獎 (2018年)
- 倫敦大學學院臨床科學講座獎 (2018年)
- 阿伯尼醫學中心（英语：Albany Medical Center）醫學與生物醫學研究獎（英语：Albany Medical Center Prize） (2018年)
- 西班牙外換銀行基金會知識先驅生物醫學獎（英语：BBVA Foundation Frontiers of Knowledge Award） (2018年)
- 美國國家科學院潔西·史蒂文森·科瓦倫科獎章（英语：Jessie Stevenson Kovalenko Medal） (2018年)[9]

## 個人生活
艾利森的母親在他11歲時因淋巴瘤離世。數年後，她的兩位兄弟分別因肺癌和黑色素瘤辭世。2005年，他先後經歷哥哥因前列腺癌離世，以及自己被診斷出患上前列腺癌。他後來成功以手術治療該疾病。
他與其他免疫學家和腫瘤學家組成搖滾暨藍調樂隊「檢查點」（意指免疫檢查點）；他在樂隊中擔任口琴演奏及和聲。2014年6月，「檢查點」在芝加哥藍調之屋舉行的國際癌症免疫療法學會癌症免疫療法籌款活動上演出，座無虛席。